# Євангеліє Еббона

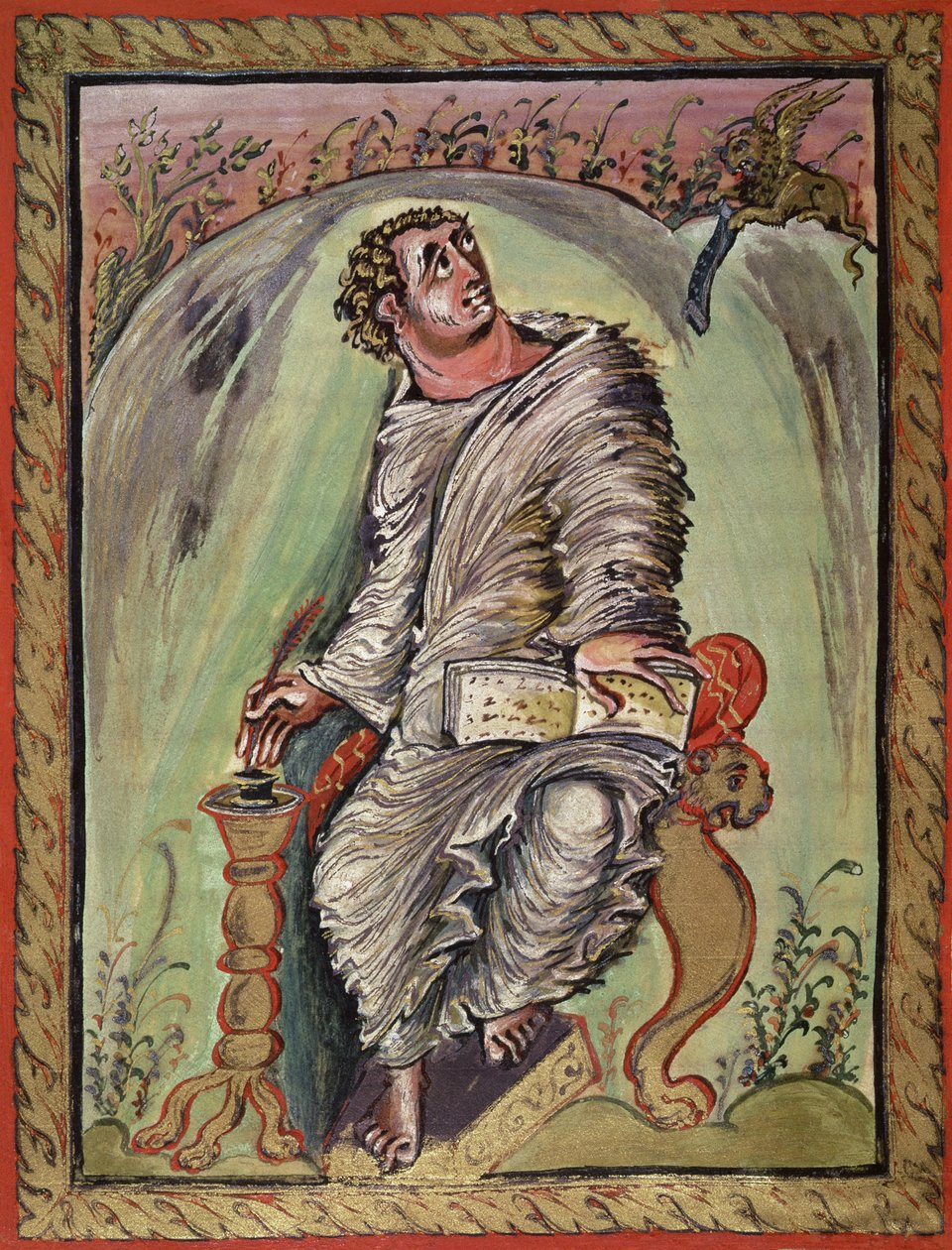
Євангеліст Марко (малюнок з Євангелія)

Євангеліє Еббона — рукописне Євангеліє, видатна пам'ятка середньовічного книжкового мистецтва.

## Опис
«Євангеліє Еббона» було створене за вказівкою аріхіепіскопа Реймського Еббона (778–851) і є яскравою художньо-історичною пам'яткою епохи  Каролінзького Відродження. Текст цього твору починається з посвяти замовникові, архієпископу Еббону. Написане латинською мовою.
«Євангеліє Еббона» створене близько 825 року в Реймсі, або в книжковій майстерні бенедиктинського Абатства Овілле в Овілле (поблизу Еперне), де приблизно в цей же час був написаний і проілюстрований Утрехтський псалтир. Зображення євангелістів в Євангелії Еббона вельми схожі з ілюстраціями, зробленими в Псалтирі, що дозволяє зробити висновок про те, що над обома рукописами працював один живописець. Обидві книги представляють період розквіту так званої каролінзької Реймської художньої школи.
Ще до 835 року архієпископ Еббон подарував Євангеліє Овільєрському абатству. Зараз рукопис зберігається у міській бібліотеці Еперне (Signatur Ms. 1).

## Галерея

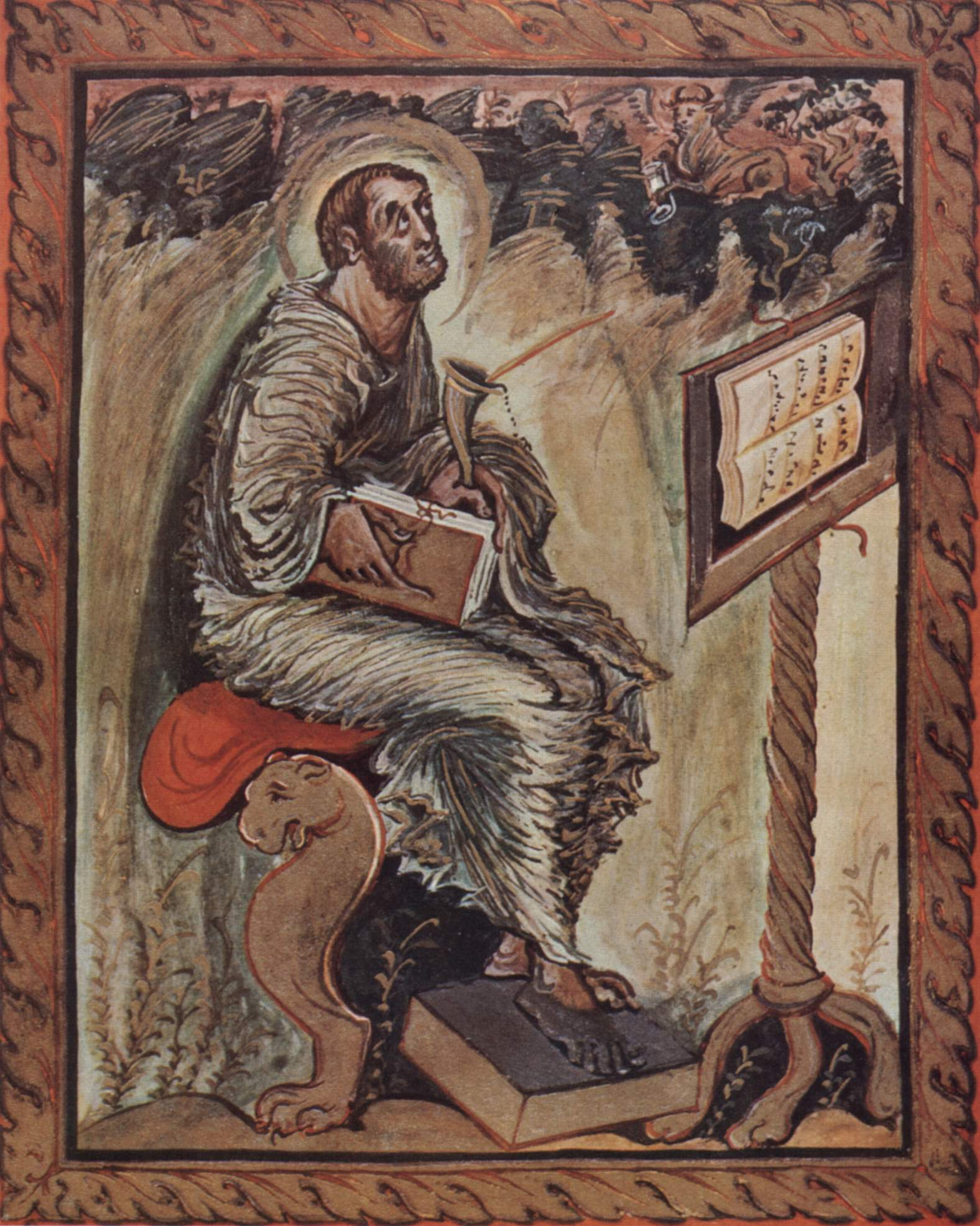
Євангеліст Лука
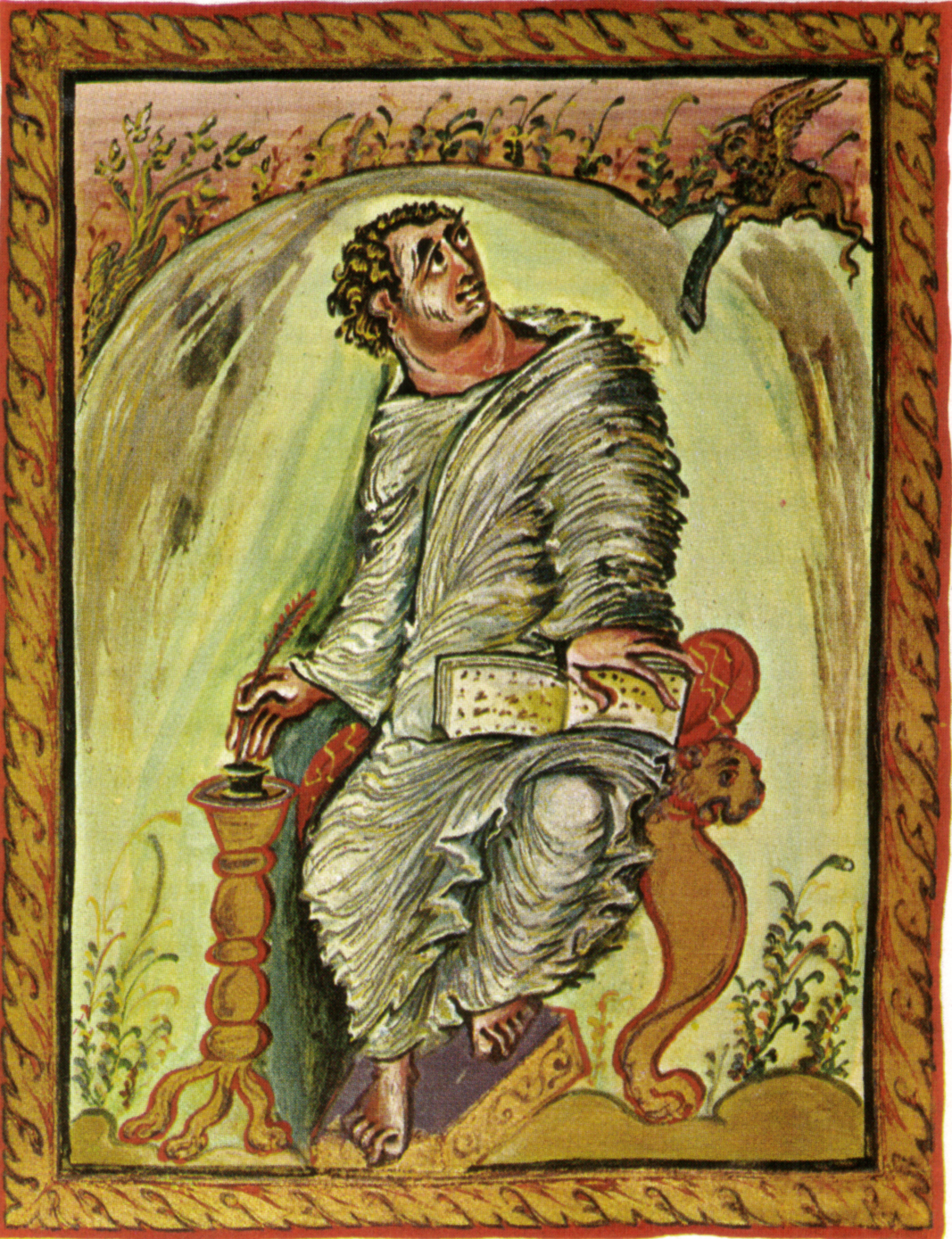
Євангеліст Марко
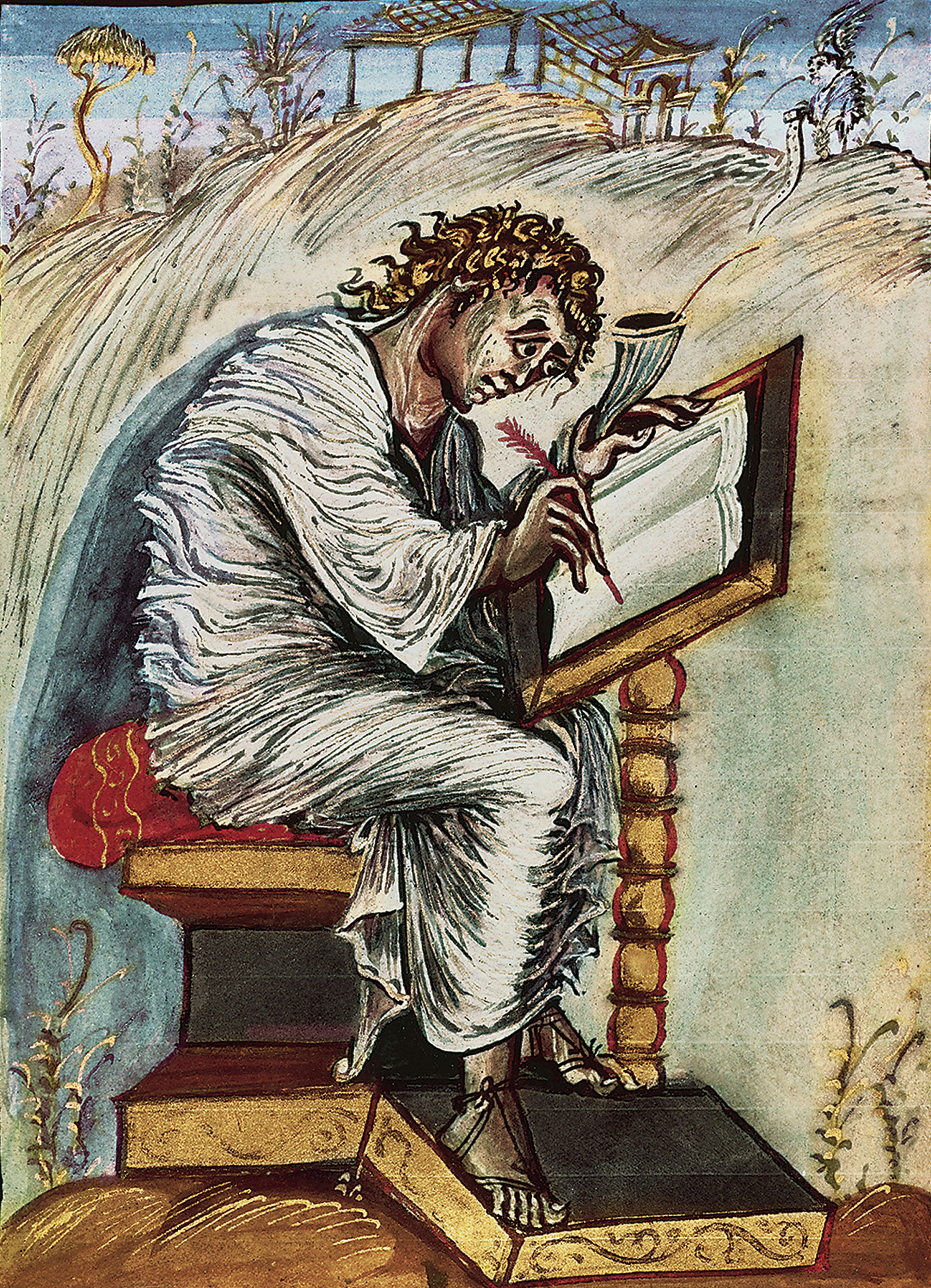
Євангеліст Матвій
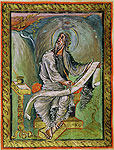
Євангеліст Іван